# 挪威国家铁路
挪威国家铁路 （挪威语全称：Norges Statsbaner，挪威语简称：NSB）曾是挪威国有铁路运输机构，曾掌控挪威全国的轨道交通。该部门建于1883年负责挪威全境的国有铁路建设和运营。1996年12月1日，该机构被拆分，基础设施运营归属于挪威国家轨道管理局，车辆运营归属新成立的挪威国家铁路公司(NSB)和挪威铁路授权部。“挪威国家铁路”的名称繼續使用到NSB公司在2019年改組為Vy公司為止。

## 历史

### 早年
挪威的第一条铁路特奴克线（挪威語：英語：）1854年建成，当时虽然政府拥有部分股权，但在建设和运营上依然是家私有企业。
到1880年代，由于经济和政治原因，挪威的铁路建设步伐停滞了下来。 1883年，挪威国家铁路正式建立，铁路建设重启。挪威国家铁路也开始收购私有铁路线，并将其纳入麾下。1920年卑尔特斯博格铁路线（英語：Bratsberg Line）被当局收购， 。到了1926年，特奴克线也被纳入国家铁路网中

### 二战期间
二战期间，挪威由于很快成为纳粹德国的附庸，在犹太迫害及利用战俘建设铁路上，挪威国家铁路被打上了不光彩的历史印记。

### 二战后
1952年起，挪威国家铁路开始了电气化改造计划。
1970年，多夫勒线（英語：Dovre Line）实现全面电气化 。2002年，货运部门被拆分重组成货运网公司（英語：CargoNet）, 运维部门被拆分为曼特拉公司（英語：Mantena）。

## 主管
The title was changed from director-general to chief executive officer in the late 1980s.
- 1883–1899: Lorentz Henrik Müller Segelcke
- 1910–1912: August Fleischer(acting)
- 1912–1919: Christian Emil Stoud Platou (acting)
- 1919–1922: Theodor Holtfodt
- 1924–1938: Eivind Heiberg
- 1939–????: Waldemar Hoff
- 1944–????: Bjarne Vik (Nazi Collaborator)
- 1945–1946: Løken (acting)
- 1946–1950: Egil Sundt (acting)
- 1950–1951: Olav Holtmon(acting)
- 1951–1966: Halvdan Eyvind Stokke
- 1967–1978: Edvard Heiberg
- 1978–1988: Robert Nordén
- 1987–1988: Tore Lindholt (acting)
- 1988–1990: Kjeld Rimberg
- 1990–1990: Tore Lindholt(acting)
- 1990–1995: Kristian Rambjør
- 1995–1996: Osmund Ueland

## 历史遗迹保留
Norwegian State railways class 21 2-6-0 No. 377 'King Haakon VII' is preserved at Bressingham Steam and Gardens.